# St. Margaretha (Grethen)
Die römisch-katholische Filialkirche St. Margaretha (auch Margarethen) des Bad Dürkheimer Stadtteils Grethen (Rheinland-Pfalz) befindet sich an der örtlichen Bürgermeister-Gropp-Straße. Sie gehört zur Bad Dürkheimer Pfarrei Hl. Theresia vom Kinde Jesus und damit zum Dekanat Bad Dürkheim im Bistum Speyer. Die Kirche trägt das Patrozinium der Margareta von Antiochia und steht unter Denkmalschutz.

## Beschreibung

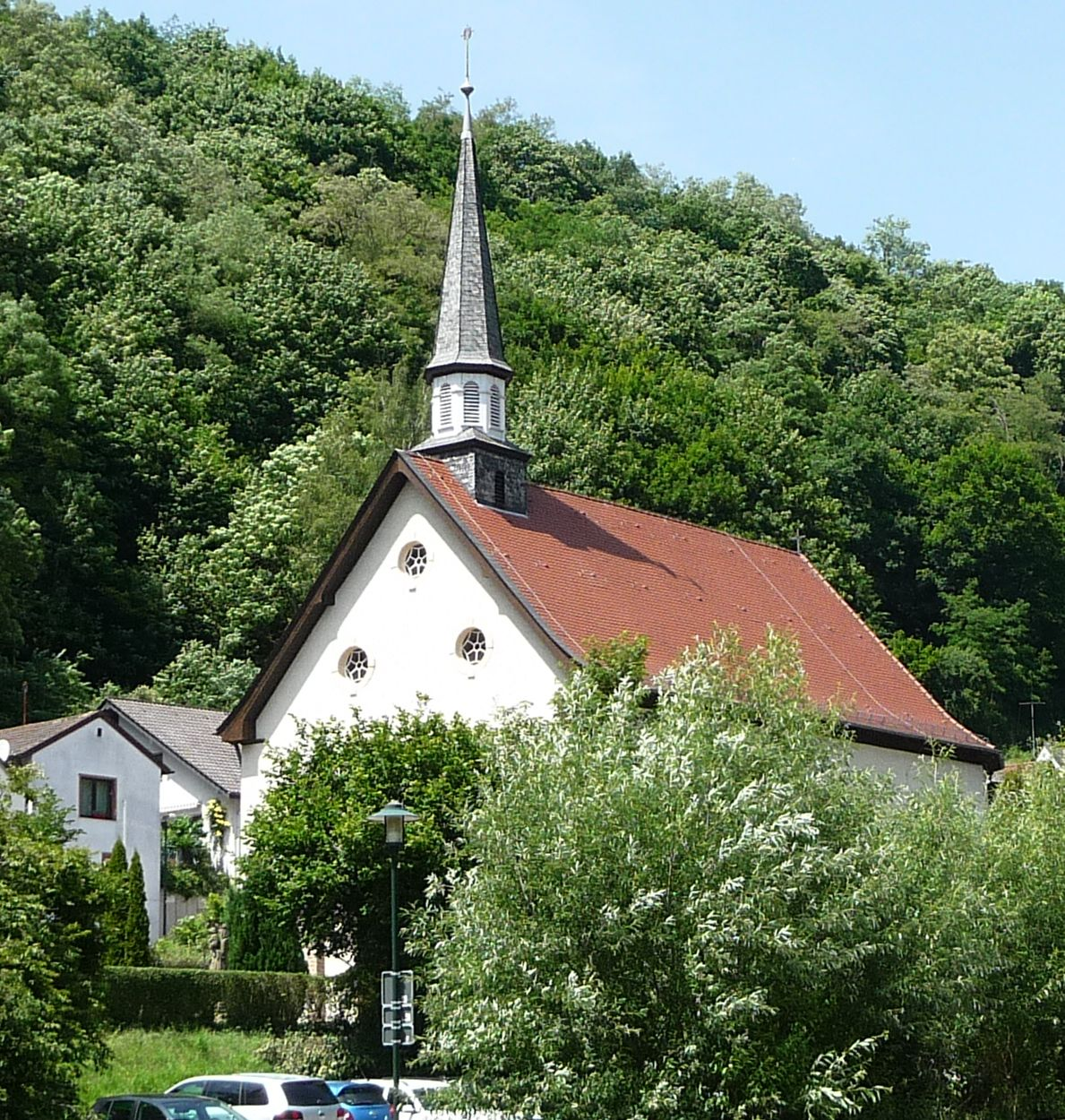
Ansicht der Kirche

Bei dem Kirchengebäude handelt es sich um eine schlichte Saalkirche im Stil des Spätbarock, welche auch Elemente des klassizistischen Barocks zeigt.

## Geschichte
Die Grundsteinlegung der St.-Margaretha-Kirche erfolgte am 28. August 1792 durch den Wachenheimer Pfarrer Martin Riede. Aufgrund der französischen Besetzung der Kurpfalz wurde der Bau unterbrochen und 1805 mit Unterstützung der Gemeindemitglieder vollendet. Die Weihe vollzog Dekan Schneider aus Deidesheim.
Nach der Auflösung der Bistümer Worms und Speyer unter französischer Herrschaft unterstand Grethen dem Bistum Mainz. Ab 1817 gehörte die Gemeinde wieder zum Bistum Speyer. Regelmäßige Gottesdienste fanden erst ab 1900 mit der Einrichtung einer  Expositur statt, die von Pfarrer Eduard Heinrich übernommen wurde.
Am 31. Mai 1960 erhob die Diözese Speyer die Expositur Grethen-Hardenburg zu einer eigenständigen Pfarrei. Die neue Pfarrkirche St. Margaretha wurde 1959 von Bischof Emanuel konsekriert. Seit dem 1. Oktober 1978 wird die Pfarrei wieder als Filiale von Bad Dürkheim aus betreut.

## Ausstattung

### Orgel
In der Kirche befindet sich eine von lediglich zwei erhaltenen Orgeln des Orgelbauers Johann Jelaćić. Dieser baute das Instrument im Jahr 1885 mit 8 Registern auf einem Manual und Pedal. Eine Instandsetzung erfolgte durch Gregor Feld.

### Glocken
Die St.-Margaretha-Kirche verfügt über folgende drei Bronzeglocken:
| Nr. | Name           | Gussjahr | Gießer, Gussort      | Durchmesser (mm, ca.) | Masse (kg, ca.) | Schlagton |
| --- | -------------- | -------- | -------------------- | --------------------- | --------------- | --------- |
| 1   | St. Maria      | 1954     | H. Hamm, Frankenthal | 660                   | 149             | d2 (−1)   |
| 2   | St. Josef      | 1954     | H. Hamm, Frankenthal | 560                   | 86              | e2 (+0)   |
| 3   | St. Margaretha | 1954     | H. Hamm, Frankenthal | 510                   | 76              | g2 (−1)   |